# 维古佐洛
维古佐洛（義大利語：Viguzzolo），是意大利亚历山德里亚省的一个市镇。总面积18.27平方公里，人口3206人，人口密度175.5人/平方公里（2009年）。ISTAT代码为006181。